# 반도체 릴레이
반도체 릴레이(solid state relay, SSR)는 전기기계 릴레이와 다르게 움직이는 부품을 포함하지 않는 전자 스위치이다. 무접점 릴레이라고도 한다. 반도체 릴레이의 종류는 빛에 반응하는 반도체 릴레이, 전압에 반응하는 반도체 릴레이와 두가지 모두 반응하는 반도체 릴레이가 있다. 빛에 반응하는 반도체 릴레이는 부하에서 광학적으로 분리된 상태이며 낮은 전압 신호로 제어한다. 일반적으로 빛에 반응하는 반도체 릴레이에서 제어 신호는 빛에 반응하는 다이오드가 동작하도록 발광 다이오드에 전압을 가한다. 광다이오드가 턴온되면, 연속된 사이리스터, 실리콘 제어 정류기, 금속 산화막 반도체 전계효과 트랜지스터의 스위치가 부하에 연결된다.

## 동작

광학적으로 분리된 양방향성 반도체 릴레이

반도체 릴레이의 제어선에 전압이 인가되면 발광 다이오드에서 빛이 발생되어서 광센서 다이오드에 도달한다. 빛에 노출된 광센서 다이오드는 금속 산화막 전계효과 트랜지스터의 소스와 게이트사이에 전압을 인가해서 턴온하게 된다. 반도체 릴레이는 1개의 금속 산화막 전계효과 트랜지스터기반나 직류 부하용으로 병렬로 여러개의 금속 산화막 전계효과 트랜지스터를 연결하여 구성한다.
모든 금속 산화막 전계효과 트랜지스터에서 본질적인 다이오드 기질은 역방향으로 도전된다. 즉, 1개의 금속 산화막 전계효과 트랜지스터는 양방향의 전류를 차단할 수 없다는 것을 뜻한다. 교류 (양방향) 동작용으로, 2개의 금속 산화막 전계효과 트랜지스터는 소스 핀끼리 묶어서 연속하여 배열한다. 드레인 핀은 출력핀에 연결한다. 그러면 다이오드 기질은 릴레이가 오프되었을 경우에 전류를 차단하기 위해서 교대로 반대 바이어스를 가한다. 릴레이가 온되었을 경우에, 공통 소스는 동시에 신호 수준이 상승하고 게이트는 광다이오드에 의하여 소스보다 높은 전압이 걸리게 된다.
반도체 릴레이는 직류 부하용으로 사용될 경우에 공용 소스로 접속을 제공할 수 있어서 여러개의 모스펫은 병렬로 연결할 수 있다. 발광 다이오드가 턴오프될 경우에, 릴레이의 턴오프 속도를 증가시키기 위하여 사용하는 게이트 방전회로를 공통으로 사용하는 경우도 있다.

## 장점
- 반도체 릴레이는 전기 기계식 릴레이보다 반응속도가 빠르다. 반도체 릴레이의 스위치 반응속도는 발광 다이오드의 소비전력과 오프 시간에 의하여 좌우된다. 일반적으로 반도체 릴레이는 수 밀리세컨드(ms)내에 반응한다.
- 반도체 릴레이는 제어 논리와 높은 전압 부하사이를 분리하여 동작할 수 있다.
- 움직이는 부품이 없어서 마모되는 곳이 없기 때문에 수명이 길다.
- 무한으로 깔끔하게 동작한다.
- 전기적 노이즈가 적다.
- 턴온하는 동안에 스파크가 발생되지 말아야 하는 환경에서 사용할 수 있다.
- 완전히 무소음 동작이다.

## 단점
- 닫혔을 때 임피던스가 높다.
- 열렸을 때 역으로 새는 전류 (수 µA)가 존재한다.
- 순간적인 전압으로 인하여 스위치가 실패할 가능성이 있다.
- 일반적으로 전기 기계식 릴레이와 비교해서 가격이 더 비싸다.

## 그림
|  |  |  |

## 같이 보기
- 포토 커플러